# Профессиональная корпорация дартса
Professional Darts Corporation (PDC) — профессиональная корпорация дартса, созданная в Великобритании в 1992 году.

## Предыстория
Когда группа ведущих профессиональных дартсменов отделилась от Британской Организации дартса (BDO), была организована корпорация, в то время называющаяся World Darts Council (WDC). Председателем PDC является Барри Хирн — опытный спортивный промоутер. PDC проводит регулярно ежегодные соревнования, которыми являются чемпионат мира, чемпионат Европы, UK Open, Las-Vegas Desert Classic, World Matchplay и другие. Она также руководит своей собственной рейтинг-системой, называемой Order of Merit, основанной на выступлениях игроков.

## История
В 1980-х профессиональный дартс в Британии потерял большую финансовую поддержку и внимание со стороны телевидения. С 1989 единственным телевизионным турниром по дартс был Embassy World Championship. Некоторые игроки понимали, что руководящий орган делает недостаточно для привлечения новых спонсоров и большого телевизионного охвата дартса. В результате, 16 профессиональных игроков, включая всех предыдущих чемпионов мира BDO, которые все еще продолжали активную карьеру, создали свою собственную организацию дартс, так называемый "Всемирный совет дартс" (WDC), в январе 1992 года. Они хотели назначить PR консультанта, чтобы популяризировать игру. В 1993 году был проведён последний розыгрыш Embassy World Championship, который стал последним единым чемпионатом мира. Игроки из WDC объявили, что если они покидают BDO, вступая в турниры PDC, они больше не смогут принять участие в турнирах Embassy. BDO взяла на себя инициативу о запрете игроков-повстанцев, играющих в стране и даже угрожала дисквалифицировать любых игроков, которые примут участие в выставочных матчах с игроками WDC.

## Телевизионное освещение
После первого телевизионного турнира с участием игроков WDC в 1992, спутниковым вещателем Sky Sports был подписан контракт о показе трёх PDC турниров каждый год. В целях извлечения выгоды от своих инвестиций, канал представил несколько новых методов для более интересного охвата соревнований для болельщиков. В отличие от Чемпионата мира BDO, права на который распространялись через общегосударственный канал, Sky Sports выделил канал, посвященный PDC турнирам, матчи которых должны были быть охвачены максимально.

## Турниры, проводимые PDC
- Чемпионат мира PDC
- Чемпионат Европы
- Премьер-лига
- World Matchplay
- Командный чемпионат мира по дартсу